# Paweł Zagumny
Paweł Lech Zagumny (Jasło, 18 de outubro de 1988) é um ex-voleibolista indoor polonês que atuava na posição de levantador.

## Carreira

### Clube
Zagumny começou a jogar em 1992 com o clube juvenil do MKS MDK Warszawa. Seu talento foi rapidamente visto e em 1995, aos 18 anos, foi transferido para a equipe profissional do Czarni Radom, onde jogou por 2 anos. Com o novo clube foi vice-campeão do Campeonato Polonês em 1997. Em seguida, jogou por Bosman Morze Szczecin por 3 anos. Em 2000 foi transferido para o Edilbasso Padua, onde permaneceu por três anos. Na temporada 2009-10 decidiu se mudar para o exterior após ser contratado pelo Panathinaikos Athlitikos Omilos, com quem conquistou uma Copa da Grécia. Depois voltou para a Polônia, jogando pelo Mlekpol AZS Olsztyn. Em 2010 assinou contrato com o ZAKSA Kędzierzyn-Koźle, conquistando dois títulos da Copa da Polônia, em 2013 e 2014. Em maio de 2015, assinou contrato com o AZS Politechnika Warszawska.
Zagumny terminou sua carreira em abril de 2017 após a última partida da temporada 2016-17 como jogador do ONICO AZS Politechnika Warszawska.

### Seleção
Em 2006 foi premiado como o melhor levantador do Campeonato Mundial, no Japão, onde a seleção polonesa conquistou a medalha de prata. Em 2007 foi premiado como o melhor levantador da Liga Mundial na Polônia, em Katowice. Em 2008, foi premiado como o melhor levantador dos Jogos Olímpicos de Verão em Pequim. Zagumny estava na seleção polonesa quando conquistaram a medalha de ouro do Campeonato Europeu de 2009, onde foi premiado como melhor levantador da competição. Em 2011 foi vice-campeão na Copa do Mundo. No ano seguinte conquistou o título da Liga Mundial de 2012 ao derrotar a seleção norte-americana por 3 sets a 0.
Em 21 de setembro de 2014, conquistou o título do Campeonato Mundial ao derrotar a seleção brasileira na final. Depois de conquistar o título mundial, anunciou sua aposentadoria da seleção polonesa.
Em 11 de setembro de 2016, uma partida de estrelas foi organizada em Katowice, que foi a despedida oficial de Zagumny. Na partida Polônia x Resto do mundo participaram os jogadores mais vitoriosos do voleibol polonês e mundial.

## Títulos por clubes
- Copa da Polônia: 2

2012-13, 2013-14
- Copa da Grécia: 1

2009-10

## Clubes
| Clube                             | País    | De   | A    |
| --------------------------------- | ------- | ---- | ---- |
| Czarni Radom                      | Polónia | 1995 | 1997 |
| Bosman Morze Szczecin             | Polónia | 1997 | 2000 |
| Edilbasso Padua                   | Itália  | 2000 | 2003 |
| Mlekpol AZS Olsztyn               | Polónia | 2003 | 2009 |
| Panathinaikos Athlitikos Omilos   | Grécia  | 2009 | 2010 |
| ZAKSA Kędzierzyn-Koźle            | Polónia | 2010 | 2015 |
| ONICO AZS Politechnika Warszawska | Polónia | 2015 | 2017 |